# Tortuga cap-grossa
La tortuga cap-grossa (Platysternon megacephalum) és una espècie de tortuga pertanyent a la subfamília Platysterninae.
A més d'un gran cap, aquesta espècie es caracteritza per grimpar arbres prop de rius i rierols. A causa del seu enorme cap, és incapaç d'amagar-la a l'interior de la seva closca.
S'alimenta de peixos i gasteròpodess. Habita a la Xina, Laos, Myanmar, Tailàndia i el Vietnam.

## Subespècies[calcitació]
- Platysternon megacephalum megacephalum, habita al sud de la Xina
- Platysternon megacephalum peguense, viu en zones de Myanmar i Tailàndia
- Platysternon megacephalum shiui, es troba a zones de Cambodja, Laos i Vietnam

A més a més, altres 2 subespècies, P. m. tristernalis (1984) i P. m. vogeli (1969), es consideren sinònims invàlids.

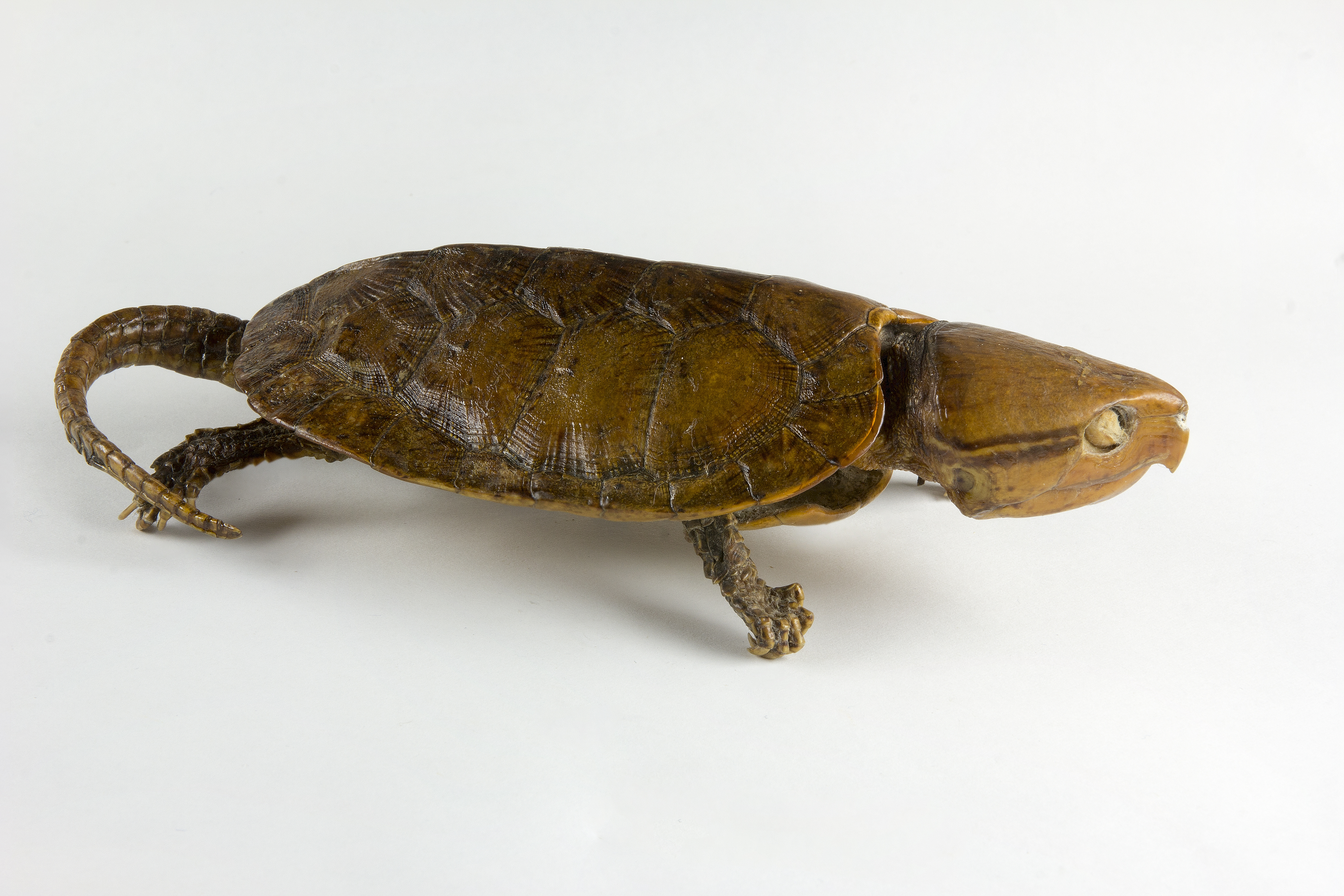
Platysternon megacephalum